# Melese nebulosa
Melese nebulosa är en fjärilsart som beskrevs av James John Joicey 1916. Melese nebulosa ingår i släktet Melese och familjen björnspinnare. Inga underarter finns listade i Catalogue of Life.